# Список королев и императриц Кореи
Ниже приводится список и титулы женщин корейской королевской семьи: королев-консортов, вдовствующих королев, великих вдовствующих королев корейского государства Чосон, а также императриц-консортов и вдовствующих императриц Корейской империи.

Согласно утверждениям историков-востоковедов, титулы корейских монархов, включая и их жён, не имеют прямого перевода на русский язык. В частности, Татьяна Симбирцева, российский историк-востоковед, специализирующийся по Корее, в своей книге «Владыки старой Кореи» пишет:
«Королевами они названы условно, за отсутствием более адекватного перевода. В силу традиции, политических и религиозных установок среди королев Чосона никогда не могла бы явиться правительница, подобная королевам в Европе.»

## Чосон

### Титул королевы-консорта
Государство Чосон (также транскрибируется, как Чосун[уточнить], кор.: 대조선국; кит. 大朝鮮國, букв. «Великая страна Чосо́н») — корейское государство, существовавшее с 1392 до 1897 года. Правитель Чосона принял китайский сюзеренитет и признавал китайского императора своим номинальным повелителем до реформы Кабо в декабре 1894 года. Основная супруга правителя Чосона носила титул ванби́ (왕비, 王妃), что переводится на русский язык как «королева-консорт», с титулом «Её Королевское Высочество» (мама́; 마마, 媽媽). При дворе королева именовалась junggungjeon[уточнить] (중궁전, 中宮殿) или jungjeon (중전, 中殿), что на русский переводится как «Центральный дворец». Ванху́ (왕후, 王后) — титул главной супруги короля до эпохи Чосон, превратился в титул, который давали посмертно.
Титул Царственной вдовствующей королевы (왕대비, 王大妃) давался вдове короля. Титул «вдовствующая королева» (кор. 대비, 大妃) изначально был сокращённой формой Царственной вдовствующей королевы, но во время правления Чхольчона и Коджона он стал титулом меньшего ранга. Вдову короля, предшествовавшего бывшему королю, именовали Великой вдовствующей королевой (대왕대비, 大王大妃). При дворе велись отдельные генеалогии родов, из которых происходили королевы.
После Второй реформы Кабо в декабре 1894 года, провозгласившей разрыв подчинённых отношений с Китаем, изменились и королевские титулы. Название изменилось с ванби на ванху́ и с вандэби на вантэху́ (왕태후, 王太后).

### Королевы-консорты
| Ван (король)                                         | Королева-консорт                                                                      | Королева-консорт | Рождение        | Стала королевой                | Перестала быть королевой        | Смерть                          |
| Ван (король)                                         | Посмертное имя и семейный клан                                                        | Tитулы | Рождение        | Стала королевой                | Перестала быть королевой        | Смерть                          |
| ---------------------------------------------------- | ------------------------------------------------------------------------------------- | --- | --------------- | ------------------------------ | ------------------------------- | ------------------------------- |
| Тхэджо                                               | Синый-ванху из клана Анбён Хан                                                        | Королева Чоль (절비) | 1337            |                                |                                 | 21 октября 1391                 |
| Тхэджо                                               | Синдок-ванху из клана Гоксан Кан                                                      | Королева Хён (현비) | 12 Июля 1356    | 17 Июля 1392                   | 15 сентября 1396                | 15 сентября 1396                |
| Чонджон                                              | Чонан-ванху из клана Гёнджу Ким                                                       | Крон-принцееса Док (덕빈) Королева Док (덕비) Вдовствующая королева Сондок (순덕왕대비)                                                                         | 22 января 1355  | 5 сентября 1398                | 28 ноября 1400 Отречение мужа   | 2 августа 1412                  |
| Тхэджон                                              | Вонгён-ванху из клана Ёхён Мин                                                        | Принцесса Чонгён (정녕옹주) Кронпринцесса Джон (정세자빈) Королева Джон (정비) Вдовствующая королева Худок (후덕왕대비)                                         | 29 июля 1365    | 10 января 1401                 | 9 сентября 1418 Отречение мужа  | 18 августа 1420                 |
| Седжон                                               | Сохон-ванху из клана Чонсон Сим                                                       | Принцесса Гёнсук (경숙옹주) Кронпринцесса Гён (경빈) Королева Гон (공비)                                                                                        | 12 октября 1395 | 9 сентября 1418                | 19 апреля 1446                  | 19 апреля 1446                  |
| Мунджон                                              | Хёндок-ванху из клана Андон Квон                                                      | Королевская наложница Сын-хви(승휘) Королевская наложница Ян Вон (양원) Кронпринцесса-консорт Хёндок (현덕빈)                                                   | 17 апреля 1418  | 1437                           | 10 августа 1441                 | 10 августа 1441                 |
| Танджон                                              | Чонсун-ванху из клана Ёсан Сон                                                        | Королева Вдовствующая королева Идок (의덕왕대비) | 1440            | 1454                           | 11 июня 1455 Отречение мужа     | 7 июля 1521                     |
| Седжо                                                | Чонхи-ванху из клана Папён Юн                                                         | Великая внутренняя принцесса-консорт Накран (낙랑부대부인) Королева Вдовствующая королева Часон (자성왕대비) Великая Вдовствующая королева Часон (자성대왕대비) | 8 декабря 1418  | 1455                           | 23 сентября 1468 Смерть мужа    | 6 мая 1483                      |
| Йеджон                                               | Хан Нэнги, Чансун-ванху из клана Чонджу Хан                                           | Принцесса Чансун Кронпринцесса-консорт Чансун (장순세자빈) | 22 февраля 1445 | 11 апреля 1460                 | 5 января 1462                   | 5 января 1462                   |
| Йеджон                                               | Ансун-ванху из клана Чонджу Хан                                                       | Королевская наложница Сохун (소훈) Королева Вдовствующая королева Инхё (인혜왕대비) Великая Вдовствующая королева Инхё (인혜대왕대비)                           | 18 апреля 1445  | 1468                           | 31 декабря 1469 Смерть мужа     | 3 февраля 1499                  |
| Сонджон                                              | Хан Сон Ли,Конхё-ванху из клана Чонджу Хан                                            | Принцесса-консорт Чонан (천안군부인) Королева | 8 ноября 1456   | 1469                           | 30 апреля 1474                  | 30 апреля 1474                  |
| Сонджон                                              | Чехон-ванху, Свергнутая королева Юн из клана Хаман Юн                                 | Королевская наложница Сукви (숙의) Королева Свергнутая королева (폐비)                                                                                          | 15 июля 1455    | 1476                           | 1479 свергнута                  | 29 августа 1482                 |
| Сонджон                                              | Юн Чаннён,Чонхён-ванху из клана Папён Юн                                              | Королевская наложница Сукви (숙의) Королева Вдовствующая королева Джасун (자순왕대비)                                                                           | 21 июля 1462    | 1480                           | 1494 смерть мужа                | 13 сентября 1530                |
| Ли Юн, принц Ёнсан                                   | Принцесса-консорт Кочан, Чжинвондок-ванху, Свергнутая королева Шин из клана Гочан Шин | Принцесса-консорт Гочан (거창군부인) | 15 декабря 1476 | 1494                           | 2 сентября 1506 свержение мужа  | 16 мая 1537                     |
| Чунджон                                              | Тангён-ванху из клана Гочан Шин                                                       | Принцесса-консорт (부부인) Королева Свергнутая королева (폐비)                                                                                                  | 7 февраля 1487  | 18 сентября 1506               | 25 сентября 1506 свергнута      | 27 декабря 1557                 |
| Чунджон                                              | Юн Мён Хэ, Чангён-ванху из клана Папён Юн                                             | Королева | 10 августа 1491 | 1507                           | 16 марта 1515                   | 16 марта 1515                   |
| Чунджон                                              | Мунджон-ванху из клана Папён Юн                                                       | Королева Вдовствующая королева Сонрёль (성렬왕대비) Великая Вдовствующая королева Сонрёль (성렬대왕대비)                                                        | 2 декабря 1501  | 1517                           | 29 ноября 1544 смерть мужа      | 5 мая 1565                      |
| Инджон                                               | Инсон-ванху из клана Баннам Пак                                                       | Королева Вдовствующая королева Гонги (공의왕대비) | 7 октября 1514  | 1544                           | 8 августа 1545 смерть мужа      | 6 января 1578                   |
| Мёнджон                                              | Инсун-ванху из клана Чонсон Шим                                                       | Королева Вдовствующая королева Ыйсон (의성왕대비) | 27 июня 1532    | 1545                           | 3 августа 1567 смерть мужа      | 12 февраля 1575                 |
| Сонджо                                               | Ыйин-ванху из клана Баннам Пак                                                        | Королева | 5 мая 1555      | 1569                           | 5 августа 1600                  | 5 августа 1600                  |
| Сонджо                                               | Инмок-ванху из клана Ёнан Ким                                                         | Королева Вдовствующая королева Сосон (소성왕대비) Великая Вдовствующая королева Мёнрёль (명렬대왕대비)                                                          | 15 декабря 1584 | 1602                           | 16 марта 1608                   | 13 августа 1632                 |
| Ли Хон, принц Кванхэ                                 | Хеджан-ванху, Свергнутая королева Ю из клана Мунхва Ю                                 | Принцесса-консорт Мунсон (문성군부인) Кронпринцесса (왕세자빈) Королева Свергнутая королева (폐비)                                                              | 15 августа 1576 | 1608                           | 1623 свержение мужа             | 31 октября 1623                 |
| Инджо                                                | Инёль-ванху из клана Чонджу Хан                                                       | Принцесса Чонсон (청성현부인) Королева | 16 августа 1594 | 1623                           | 16 января 1636                  | 16 января 1636                  |
| Инджо                                                | Чаннёль-ванху из клана Янджу Чо                                                       | Королева Вдовствующая королева Джаи (자의왕대비) Великая Вдовствующая королева Джаи (자의대왕대비)                                                              | 16 декабря 1624 | декабрь 1638                   | 17 июня 1649 смерть мужа        | 20 сентября 1688                |
| Хёджон                                               | Инсон-ванху Из клана Доксу Джан                                                       | Принцесса-консорт Пунган(풍안부부인) Королева Вдовствующая королева Хосук (효숙왕대비)                                                                          | 9 февраля 1619  | 1649                           | 23 июня 1659 смерть мужа        | 19 марта 1674                   |
| Хенджон                                              | Мёнсон-ванху из клана Чонпун Ким                                                      | Королева Вдовствующая королева Хёнрёль (현렬왕대비) | 13 июня 1642    | 1659                           | 17 сентября 1674 смерть мужа    | 21 января 1684                  |
| Сукчон                                               | Ингён-ванху из клана Гвасан Ким                                                       | Кронпринцесса (왕세자빈) Королева | 25 октября 1661 | 1674                           | 16 декабря 1680                 | 16 декабря 1680                 |
| Сукчон                                               | Инхён-ванху из клана Ёхын Мин                                                         | Королева Свергнутая королева (폐비) Королева | 15 мая 1667     | 1681                           | 5 марта 1688 свергнута          |                                 |
| Сукчон                                               | Инхён-ванху из клана Ёхын Мин                                                         | Королева Свергнутая королева (폐비) Королева | 15 мая 1667     | 1694 восстановлена             | 16 сентября 1701                | 16 сентября 1701                |
| Сукчон                                               | Чан Окджон, Буок-ванху из клана Индон Джан                                            | Сук-вон (숙원) Со-и (소의) Хви-бин (희빈) Королева Хви-бин (희빈)                                                                                               | 3 ноября 1659   | 1688                           | 1694 свергнута                  | 9 ноября 1701                   |
| Сукчон                                               | Инвон-ванху из клана Кёнджу Ким                                                       | Королева Вдовствующая королева Хэсун (혜순왕대비) Великая Вдовствующая королева Хэсун (혜순대왕대비)                                                            | 3 ноября 1687   | 1702                           | 12 июля 1720 смерть мужа        | 13 мая 1757                     |
| Кёнджон                                              | Таный-ванху из клана Чонсон Сим                                                       | Кронпринцесса-консорт (세자빈) | 11 июля 1686    | 20 мая 1696                    | 8 марта 1718                    | 8 марта 1718                    |
| Кёнджон                                              | Соный-ванху из клана Хамджон О                                                        | Королева Вдовствующая королева Гёнсун (경순왕대비) | 14 декабря 1705 | 1720                           | 11 октября 1724 смерть мужа     | 12 августа 1730                 |
| Ёнджо                                                | Чонсон-ванху из клана Со из Тэгу                                                      | Принцесса-консорт Дальсон (달성군부인) Королева | 12 января 1693  | 30 ноября 1724                 | 3 апреля 1757                   | 3 апреля 1757                   |
| Ёнджо                                                | Чонсун-ванху из клана Кёнджу Ким                                                      | Королева Вдовствующая королева Йесун (예순왕대비) Великая Вдовствующая королева Йесун (예순대왕대비)                                                            | 2 декабря 1745  | 1759                           | 22 апреля 1776 смерть мужа      | 11 февраля 1805                 |
| Чонджо                                               | Хёый-ванху из клана Чонпун Ким                                                        | Наложница внука наследника (세손빈) Королева Вдовствующая королева                                                                                              | 5 января 1754   | 1776                           | 18 августа 1800 смерть мужа     | 10 апреля 1821                  |
| Сунджо                                               | Сунвон-ванху из клана Андон Ким                                                       | Королева Вдовствующая королева Мёнгён(명경왕대비) Великая Вдовствующая королева Мёнгён (명경대왕대비)                                                           | 8 июня 1789     | 1802                           | 13 декабря 1834 смерть мужа     | 21 сентября 1857                |
| Хонджон                                              | Хёхён-ванху из клана Андон Ким                                                        | Королева | 27 апреля 1828  | 1837                           | 18 октября 1843                 | 18 октября 1843                 |
| Хонджон                                              | Хёджон-ванху из клана Хамьян Хон                                                      | Королева Королева-мать Мёнхён Вдовствующая королева Мёнхён (명헌대비 → 명헌왕대비 → 명헌왕태후) Вдовствующая императрица Мёнхён (명헌태후)                      | 6 марта 1831    | 1844                           | 25 июля 1849 смерть мужа        | 2 января 1904                   |
| Чольджон                                             | Чхорин-ванху из клана Андон Ким                                                       | Королева Королева-мать Мёнсун (명순대비) Вдовствующая королева Мёнсун (명순대비)                                                                                | 27 апреля 1837  | 1851                           | 16 января 1864 смерть мужа      | 12 июня 1878                    |
| Коджон ван Чосона, затем император Корейской империи | Мин Джаён, императрица Мёнсон[уточнить] из клана Ёхын Мин                             | Королева (왕비 → 왕후) Королева-регент Королева (왕후) Королева-регент                                                                                          | 17 ноября 1851  | 20 марта 1866 в качестве ванби | январь 1895 в качестве ванби    |                                 |
| Коджон ван Чосона, затем император Корейской империи | Мин Джаён, императрица Мёнсон[уточнить] из клана Ёхын Мин                             | Королева (왕비 → 왕후) Королева-регент Королева (왕후) Королева-регент                                                                                          | 17 ноября 1851  | январь 1895 в качестве ванху   | 8 октября 1895 в качестве ванху | 8 октября 1895 в качестве ванху |

### Титулы остальных членов королевской семьи
- Ван (왕, 王)
  - Джуса́н Чонха́ (주상 전하 ; Его величество Король) или Чонха (전하 ;Его величество), обращение к королю от человека ниже его по статусу, в основном от служащих чиновников
  - Джусан (주상 ; Король), обращение к королю от человека выше его по статусу, в основном от отрекшихся от престола королей или Вдовствующих (Великих вдовствующих) королев
  - Гымсан (금상, 今上), Имгым (임금), Наратним (나랏님), и Сангам (상감), обращение к королю от человека ниже его по статусу
- Сондэван (선대왕, 先大王) или Дэван (대왕, 大王), покойный король
- Санван (상왕, 上王), живущий Бывший король, добровольно отрёкшийся от власти
  - Чонха́ (전하, 殿下; Его величество) или Мама (마마, 媽媽), обращение к живущему Бывшему королю, добровольно отрёкшимуся от власти от человека ниже его по статусу
- Тэсанван(태상왕, 太上王), живущий Великий бывший король (предыдущий санвану), добровольно отрёкшийся от власти
  - Чонха (전하, 殿下; Его величество), обращение к живущему Великому бывшему королю, добровольно отрёкшимуся от власти от человека ниже его по статусу
- Ёван (여왕, 女王), Королева-монарх
- Ванху́ (왕후, 王后) Умершая королева-супруга (консорт), сюда добавлялось посмертное имя (например, Сонхён-ванху — Королева Сонхён)
- Ванби (왕비, 王妃), Королева-супруга (консорт)
  - Мама (마마, 媽媽 ;Её величество) или Чунджон (중전, 中殿), обращение к королеве-супруге
- Тэби́ (대비, 大妃), Вдовствующая королева, мать короля
  - Мама (마마, 媽媽 ;Её королевское высочество), обращение к Вдовствующей королеве
- Вандэби́ (왕대비, 王大妃), Вдовствующая королева, но не мать короля
  - Мама (마마, 媽媽 ;Её королевское высочество), обращение к Вдовствующей королеве
- Тэвандэби (대왕대비, 大王大妃), Великая вдовствующая королева, бабушка или двоюродная бабушка короля
  - Мама́ (마마, 媽媽 ;Её королевское высочество), обращение к Великой Вдовствующей королеве
- Вонджа (원자, 元子), старший сын короля перед инаугурацией на должность Наследного принца
  - Мама (마마, 媽媽 ;Его королевское высочество) обращение к вонджа
- Ванседжа (왕세자, 王世子 или Седжа (세자, 世子)), Наследный принц, сын короля.
  - Чоха (저하, 邸下), обращение к Наследному принцу от королей, королев, вдоствующих (великих вдоствующих) королев
  - Тонгу́н (동궁, 東宮 ; Его королевское высочество) или Мама́ (마마, 媽媽 ;Его королевское высочество), обращение к Наследному принцу от остальных старших родственников
- Ванседжабин (왕세자빈, 王世子嬪 или Сэджабин (세자빈, 世子嬪)), Наследная принцесса-консорт, жена наследного принца
  - Мама (마마, 媽媽 ;Её королевское высочество) обращение к Наследной принцессе-консорту
- Вангесон (왕세손, 王世孫) Наследный принц, внук короля или его жена
  - Хап-а (합하, 閤下 ;Его высочество), обращение к вангесону
- Тэгун́ (대군, 大君), Принц, сын короля от королевы
  - Тэгам (대감, 大監; Его превосходительство), обращение к тэгуну
- Пубуин (부부인, 府夫人), Принцесса-супруга, жена тэгуна
  - Мама (마마, 媽媽 ;Её королевское высочество) обращение к Принцессе-супруге
- Кун (군, 君), Принц, сын короля от наложницы или сын (внук) тэгуна, куна
  - Тэгам (대감, 大監; Его превосходительство), обращение к куну
- Ванджа (왕자, 王子), кун перед тем, как достигнет достаточного возраста для получения этого титула
- Кунбуин (군부인, 郡夫人), Принцесса-супруга, жена принца куна
  - Мама (마마, 媽媽 ;Её королевское высочество) обращение к Принцессе-супруге
- Тэвонгун (대원군, 大阮君), Принц-регент или Великий Внутренний Принц, отец короля, но не бывший королём сам.
  - Мама (마마, 媽媽 ;Его королевское высочество) обращение к Великому внутреннему принцу
- Пудэбуин (부대부인, 府大夫人), Принцесса-супруг или Великая Внутренняя принцесса-консорт, жена тэвонгуна
  - Мама (마마, 媽媽 ;Её королевское высочество) обращение к Великой Внутренней принцессе-консорту
- Конджу (공주, 公主), Принцесса, дочь короля от королевы
  - Агищи (아기씨; Её молодое высочество), обращение к конджу в детстве
  - Мама (마마, 媽媽 ;Её королевское высочество) обращениек конджу, начиная с подросткового возраста
- Ваннё (왕녀, 王女), конджу или онджу перед тем, как достигнет достаточного возраста для получения этого титула или до замужества
- Гунви (군의, 君尉) ,Принц-консорт, супруг принцессы
  - Бума (부마), обращение к Принцу-консорту
- Онджу́ (옹주, 翁主), Принцесса, дочь короля от наложницы
  - Мама (마마, 媽媽 ;Её королевское высочество), обращениек онджу
- Пувонгун (부원군, 府院君), отец королевы или Внутренний Принц.
  - Дэгам (대감, 大監 ; Его превосходительство), обращение к Внутреннему принцу
- Пубуин (부부인, 府夫人), мать королевы или Внутренняя принцесса-консорт

## Корейская империя

### Титул императрицы-консорта
В октябре 1897 года король Кочжон провозгласил Корею империей и принял титул императора (hwangje; 황제, 皇帝), чтобы утвердить независимость Кореи. Автоматически его жена получила титул императрицы-консорта (hwanghu; 황후, 皇后), а вдова монарха носила титул Вдовствующей императрицы (hwangtaehu; 황태후, 皇太后). Из всех супруг правителей Чосона только императрица Сунчжон при жизни имела звание императрицы-консорта. Императрица Мёнсон умерла в 1895 году, за два года до провозглашения Корейской империи.

### Титулы остальных членов королевской семьи
- Хвандже́ (황제, 皇帝), император
- Хванху́ (황후, 皇后), супруга императора, императрица-консорт
- Хвантхэху́ (황태후, 皇太后), вдовствующая императрица
- Тхэхвантхэху (태황태후, 太皇太后), великая вдовствующая императрица, бабушка императора
- Хвантхэджа́ (황태자, 皇太子), наследный принц империи, старший сын императора
- Хвантхэджаби (황태자비, 皇太子妃), принцесса (супруга наследного принца империи)
- Чхинван (친왕, 親王), принц, сын императора
- Чхинванби́ (친왕비, 親王妃), принцесса (супруга принца)
- Конджу́ (공주, 公主), принцесса, дочь императора от императрицы
- Онджу́ (옹주, 翁主), принцесса, дочь императора от наложницы

### Императрица-консорт
| Император | Императрица-консорт                                        | Императрица-консорт                                                                                                 | Рождение         | Стала императрицей-консортом | Перестала быть императрицей-консортом | Смерть         |
| Император | Посмертное имя и семейный клан                             | Титулы | Рождение         | Стала императрицей-консортом | Перестала быть императрицей-консортом | Смерть         |
| --------- | ---------------------------------------------------------- | --- | ---------------- | ---------------------------- | ------------------------------------- | -------------- |
| Сунджон   | императрица Сунмён из клана Ёхын Мин                       | Императорская кронпринцесса (황태자비)                                                                              | 20 ноября 1872   |                              |                                       | 5 ноября 1904  |
| Сунджон   | Юн Джын Сун, императрица Сунджон of the Haepyeong Yun clan | Императорская кронпринцесса (황태자비) Императрица Королева-консорт Ли (이왕비) Вдовствующая королева Ли (이왕대비) | 19 сентября 1894 | 20 июля 1907                 | 29 августа 1910 Свержение мужа        | 3 февраля 1966 |